# شورت 360
شورت 360 (بالإنجليزية: Short 360)‏ هي طائرة رحلات جوية ونقل إقليمية، بسعة 36 مقعد. أنتجت في 1981 بأيرلندا الشمالية. من صناعة شورت براذرز. كان أول طيران لها في 1 يونيو 1981. ومازالت في الخدمة حتى الآن. صنع منها 165 طائرة.